# Chef〜三ツ星の給食〜
『Chef〜三ツ星の給食〜』（シェフ みつぼしのきゅうしょく）は、2016年10月13日から12月15日まで毎週木曜日22時 - 22時54分にフジテレビ系の「木曜劇場」枠で放送された日本のテレビドラマである。全10話。

## あらすじ
天才三ツ星シェフ・星野光子は、オーナー・篠田章吾の陰謀でレストランをやめさせられ職場を失うが、テレビプロデューサー・矢口早紀の企画で、給食のシェフをやらないかと声をかけられる。最初は光子も、「ここは自分の居場所じゃない」と嫌がるものの、事実自分を受け入れてくれるレストランもないため、仕方なく給食を作ることに決める。そこで光子は給食室の職員達と共に、子供達に「最高に美味しい！」と言わせる給食作りに奮闘する。

## キャスト

### 主要人物
星野 光子（ほしの みつこ）
演 - 天海祐希
本作の主人公。世界から注目されている天才シェフ。パリで修業し、帰国後に有名フレンチレストラン「La Cuisine de La reine（ラ・キュイジーヌ・ドゥ・ラ・レーヌ）」で料理長を務めるが、食中毒騒ぎをきっかけにレストランを追われるように退職する。テレビプロデューサーの矢口早紀の紹介で、三つ葉小学校の給食室へやって来る。料理人としては超一流の天才であるがとてもプライドが高く、「私の料理はいつだって最高に美味しいのよ」「残せるものなら残してごらんなさい?」が口癖で、そういった言動が元で敵を作りやすく職場で軋轢を起こす事も少なくない。また、妥協せず苦境に立ち向かう性格でパリ時代には数々のコンクールで優勝した経歴を持つ。
篠田 章吾（しのだ しょうご）
演 - 小泉孝太郎
オーナー。元経営コンサルタント。経営学修士の資格を持っている。光子を引き抜き「ラ・キュイジーヌ・ドゥ・ラ・レーヌ」を開店し三ツ星レストランとなる。食中毒騒ぎの時に、わざと光子を濡れ衣を着せて退職に追い込む。
高山 晴子（たかやま はるこ）
演 - 川口春奈
女子大生だが、光子が給食室で働くことを知り、調理補助として一緒に働くようになる。光子に対して敵対心とともに強い関心を持っている。
本名は桜井ひかり。光子の実の娘で、実娘である自分より料理の方を取っていった母を憎んでいる。同局の「カインとアベル」にて、野菜スープ他をデリバリーした。
矢口 早紀（やぐち さき）
演 - 友近
バラエティー番組のプロデューサー。光子が給食作りに奮闘する姿を名物コーナーとして放送。
荒木 平介（あらき へいすけ）
演 - 遠藤憲一
栄養士兼調理師。メニューや予算、調理工程などの管理をしている。

### 三つ葉小学校 給食室
小松 稔（こまつ みのる）
演 - 荒川良々
調理師補助。元力士（ちゃんこ番）。ガタイは良いが繊細で傷つきやすい。
日高 政孝（ひだか まさたか）
演 - 池田成志
調理師補助。元ホスト。女好きの自称「14股男」。
馬場 昇一（ばば しょういち）
演 - 市川しんぺー
調理師補助。元銀行員。数字には強いが、ギャンブル依存性のため銀行をクビになった過去がある。
猪原 敏子（いのはら としこ）
演 - 伊藤修子
調理師補助。大食いで買い物依存症。口癖は「そりゃそうだ」。

### ラ・キュイジーヌ・ドゥ・ラ・レーヌ
奥寺 健司（おくでら けんじ）
演 - 豊原功補
副料理長。光子の料理を忠実に再現できる技術を持つ。光子が食中毒の原因ではないことは知っていたが、総料理長の座を保証すると言われ、そちらを選ぶ。
長沼 誠一（ながぬま せいいち）
演 - 菊池均也
給士長。
厨房スタッフ
演 - 吉田幸宏、ヴァンソン、渡辺実希、梨乃、中村匡志、柴浩二、坂井友秋、河内愛稀
ホールスタッフ
演 - アプランティBジョージ / 成田マイケル理希、黒澤吉彦、国島太郎、桜木さら、保東洸太、RGコンシェルジュ / 内田めぐみ、小松甲斐、マヤ / 杉本知佳、畑井咲耶

### その他
板東 玉枝（ばんどう たまえ）
演 - 春風ひとみ
「三つ葉小学校」校長。
緒方 聡美（おがた さとみ）
演 - 堀口ひかる
「三つ葉小学校」教諭。5年1組担任。
ユリ子（ゆりこ）
演 - KANA（Chu-Z）
「三つ葉小学校」教諭。2年2組担任。
須藤 篤（すどう あつし）
演 - 前すすむ（全力じじぃ）
バラエティ番組カメラマン。元ラガーマン。
岡崎 あゆみ（おかざき あゆみ）
演 - 長澤樹
「三つ葉小学校」5年1組児童。
上原 のぞみ（うえはら のぞみ）
演 - 市原かれん
「三つ葉小学校」5年1組児童。牛乳アレルギーを持っている。
サッカー少年
演 - 市村涼風、松本新の介、水野哲志、渡邉蒼
5年1組児童
演 - 木村聖哉、桜あいり、若松一稀、鷲見心花、石上ひなの、加藤直輝、大宮千莉、藤村優輝、志真、宮井くらら、平林麗大、荒川ひなた、若林瑠海、河合陽子、樋口舞、喜多海斗、上條靖弥、河内桃子、玉城美海、西本晴紀、鳥越ゆず、渡辺冠壱、牧野羽咲、愛彩、山口れん、安藤美優、桜りお、吉元みか、荒井雄斗、加藤大翔、安田怜央、関野春希
2年2組児童
演 - 川島風駕、鈴木伶奈、宍戸准之助、木内心結、春日レイ、吉成翔太郎、新野杏樹、小澤知将、大野心優、凌生、浅野瑛海、佐々木晴樺、深田真弘、根本真陽、伊藤清孝、川口和空、黒澤綺花、川岸釈天、伊藤翠、細野涼聖、石澤柊斗、塩野美波、大石稜久、武井恋友姫、込江大牙、佐藤陽向、武井美優、上田魁里、木村日翠、吉田舞妃

### ゲスト

#### 第1話
小倉 智昭
演 - 小倉智昭
菊川 怜
演 - 菊川怜
『情報プレゼンター とくダネ!』の出演者。
柿谷 秀樹
演 - ルー大柴（第4話）
料理評論家。
浅井 正敏
演 - 平子祐希（アルコ&ピース）
二ツ星レストランのオーナー。

#### 第2話
町田
演 - 芹澤名人
「東都銀行」頭取。
町田夫人
演 - 渡辺杉枝
町田の妻。
金沢 勝
演 - 西村和彦（ - 第3話）
「ミッシェル・ブランショ」広報宣伝部長。

#### 第3話
西田 健太郎
演 ‐ 井上肇
民自党議員。
西田 健斗
演 ‐ 篠田涼也
健太郎の息子。

#### 第4話
屋台の真夜中の酔っ払い客・迫田
演 - 飯尾和樹（ずん）

#### 第5話
相撲部屋の親方
演 - 上島竜兵（ダチョウ倶楽部）

#### 第6話
志賀廣太郎（本人）
光子のスマホの待ち受け画面。
相川 実里（あいかわ みさと）
演 - 瀧本美織（Special Thanks『キャリア〜掟破りの警察署長〜』）
屋台の客で刑事。
屋台の酔っぱらいサラリーマン客
演 - やす（ずん）、鈴木拓（ドランクドラゴン）
晴子の親友
演 - 立石晴香、富山えり子、本田なお

#### 第7話
原田 綾子
演 - 北原里英（NGT48）
屋台の常連客のOL。グルメだが値段にもシビア。
野田 早苗
演 - 小林きな子
綾子の先輩OL。

#### 第8話
矢口早紀の上司
演 - バッファロー吾郎A（バッファロー吾郎）
齊木遥香

#### 第9話
益子 洋一
演 - 丸山智己（最終話）
The Red Star Guide 日本人審査員。
野田 沙織
演 - 伊藤麻実子（最終話）
The Red Star Guide 日本人審査員。
笹本（ささもと）
演 - 児玉頼信（最終話）
三つ葉小学校に納める野菜の生産者。

#### 最終話
栗山 智明
演 - 河野洋一郎
三つ葉市長。
アナウンサー
演 - 軽部真一（フジテレビアナウンサー）
屋台の客
演 - 一双麻希、羽里早紀子、伊藤航、高坂ちか
TV局スタッフ
演 - 橋本梨菜、寒川綾奈、堤裕樹、宮島三郎

## スタッフ
- 脚本：浜田秀哉
- 音楽：木村秀彬
- 料理監修指導：鈴木哲也、伊藤博史、石井剛
- 給食監修指導：松丸奨
- 演出：平野眞、田中亮、森脇智延
- プロデューサー：長部聡介、高田雄貴
- 主題歌：松任谷由実「Smile for me」（EMI Records）[10]
  - 第4話からは松任谷由実と天海祐希のデュエットバージョン[11]
- 制作：フジテレビジョン

## 放送日程
| 放送回                                                                      | 放送日   | サブタイトル                            | 演出     | 視聴率 |
| --------------------------------------------------------------------------- | -------- | --------------------------------------- | -------- | ------ |
| 第1話                                                                       | 10月13日 | 天才シェフが挑む予算240円の最高の給食!! | 平野眞   | 8.0%   |
| 第2話                                                                       | 10月20日 | 天才シェフVS給食のルール                | 平野眞   | 7.0%   |
| 第3話                                                                       | 10月27日 | 最高に美味しいナポリタン                | 田中亮   | 6.2%   |
| 第4話                                                                       | 11月03日 | 三ツ星フレンチ屋台の逆襲                | 森脇智延 | 4.9%   |
| 第5話                                                                       | 11月10日 | 給食中止!?サメが救世主!                 | 平野眞   | 8.0%   |
| 第6話                                                                       | 11月17日 | 大切な人に作る奇跡のスープ              | 田中亮   | 7.3%   |
| 第7話                                                                       | 11月24日 | 豪華屋台を倒す奇跡の新作                | 森脇智延 | 6.6%   |
| 第8話                                                                       | 12月01日 | 総力戦!!水が使えない給食                | 平野眞   | 8.0%   |
| 第9話                                                                       | 12月08日 | 給食消滅!?セロリで大逆転                | 田中亮   | 6.2%   |
| 最終話                                                                      | 12月15日 | 三ツ星給食が起こす奇跡                  | 平野眞   | 8.0%   |
| 平均視聴率 7.0%（視聴率はビデオリサーチ調べ、関東地区・世帯・リアルタイム） |          |                                         |          |        |